# Der Neue Club

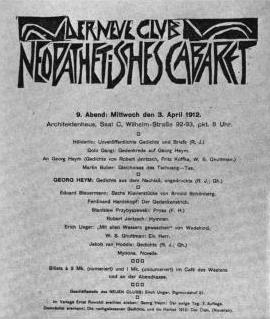
Einladung des Neuen Clubs

Der Neue Club in Berlin war vor dem Ersten Weltkrieg eine Vereinigung von Studenten und jungen Künstlern. Die Vereinigung wurde zu einer Keimzelle des frühen literarischen Expressionismus.

## Geschichte
Der Neue Club war 1909 eine historisch bedeutsame Gründung des Schriftstellers Kurt Hiller – gemeinsam mit Jakob van Hoddis als einem seiner Gründungsmitglieder. Hinzu kamen Anfang 1910 vermittelt durch Simon Guttmann, dem Gründer der Neuen Bühne, auch Georg Heym sowie  – vermutlich vermittelt durch Heinrich Eduard Jacob – Ernst Blass.
Unter Verantwortung von Hiller veranstaltete Der Neue Club im Juli sowie im November und Dezember 1910 unter der Bezeichnung Neopathetisches Cabaret vier Vortragsabende. Eingeladen wurde zu ihnen mit Karten, die der Maler Karl Schmidt-Rottluff gestaltet hatte, während die Teilnahme bekannter Künstler wie Tilla Durieux oder Else Lasker-Schüler zunehmende Resonanz mit sich brachte.
Nach dem fünften Abend dieser Art am 18. Januar 1911 kam es zu massiven und hässlichen Auseinandersetzungen, in deren Verlauf van Hoddis den Antrag stellte, Hiller aus dem Club auszuschließen. Hiller, dem sich Blass und Arthur Drey sowie Erwin Loewenson, der unter dem Pseudonym Golo Gangi für verschiedene Literaturzeitschriften arbeitete, anschlossen, verließ daraufhin den Club und gründete sein Literarisches Konkurrenzcabaret GNU.
Unter der Leitung von Jakob van Hoddis fand das Neopathetische Cabaret 1911 noch dreimal statt, wobei eine Veranstaltung von Georg Heym ganz allein bestritten wurde. Nach seinem Tod am 16. Januar 1912 wurde am 3. April dieses Jahres noch ein Gedächtnisabend für ihn veranstaltet. Der Neue Club existierte noch bis 1914 weiter.

## Mitglieder
Auflistung nach erstmaliger Nennung auf den Programmzetteln des Kabaretts. Aufgrund der Abspaltung durch das Kabarett GNU, sowie die ständig variierende Mitgliederzahl und die Distanzierung einiger Mitglieder vom Club nach Heyms Tod, ist die Liste nur temporär.
- Erwin Loewenson
- Jakob van Hoddis
- Kurt Hiller
- Arnim Wassermann
- Heinrich Eduard Jacob
- Georg Heym
- John Wolfsohn
- Ernst Blass
- Ludwig Hardt
- Erich Unger
- Robert Jentzsch
- Ernst Moritz Engert
- Salomo Friedlaender
- Wilhelm Simon Guttmann
- Friedrich Koffka

### Weitere Mitglieder
- David Baumgardt
- Hans Rewald (Zeichner)
- Friedrich Schulze-Maizier
- Hans Joachim von Winterfeld
- Edgar Zacharias